# Verbascum turcomanicum
Verbascum turcomanicum är en flenörtsväxtart som beskrevs av Svante Samuel Murbeck. Verbascum turcomanicum ingår i släktet kungsljus, och familjen flenörtsväxter. Inga underarter finns listade i Catalogue of Life.